# Aetobatus
Aetobatus de Blainville, 1816 è un genere di pesci cartilaginei della famiglia Myliobatidae.

## Tassonomia
Il genere comprende le seguenti specie:
- Aetobatus flagellum (Bloch & Schneider, 1801)
- Aetobatus narinari (Euphrasen, 1790)
- Aetobatus narutobiei White, Furumitsu & Yamaguchi, 2013
- Aetobatus ocellatus (Kuhl, 1823)